# Каролина Марианна Мекленбург-Стрелицкая
Каролина Шарлотта Марианна Мекленбург-Стрелицкая (нем. Caroline Charlotte Marianne von Mecklenburg-Strelitz; 10 января 1821, Нойштрелиц, Мекленбург — Передняя Померания — 1 июня 1876, Нойштрелиц, Мекленбург — Передняя Померания) — герцогиня Мекленбург-Стрелицкая, кронпринцесса Датская.

## Биография
Каролина Марианна — дочь великого герцога Георга Мекленбург-Стрелицкого и его супруги Марии Гессен-Кассельской. 10 июня 1841 года в Нойштрелице она вышла замуж за кронпринца Дании Фредерика, будущего короля Дании Фредерика VII, который после неудачного бездетного брака развёлся со своей первой супругой.
После пяти лет брака, также оставшегося бездетным, Фредерик развёлся с Каролиной Марианной, которая вернулась в родительский дворец в Нойштрелице, где и прожила последующие 30 лет. Каролина Марианна похоронена в иоаннитской церкви на дворцовом острове в Мирове.